# Елизабет фон Хесен-Дармщат
Елизабет фон Хесен-Дармщат (на немски: Elisabeth von Hessen-Darmstadt; * 29 ноември 1579, Дармщат; † 17 юли 1655, Веен, днес част от град Таунусщайн) е принцеса от Хесен-Дармщат и чрез женитба графиня на Насау-Вайлбург-Глайберг.

## Биография
Тя е втората дъщеря на ландграф Георг I фон Хесен-Дармщат (1547 – 1596) и първата му съпруга графиня Магдалена фон Липе (1552 – 1587), дъщеря на граф Бернхард VIII цур Липе (1527 – 1563) и съпругата му Катарина (1524 – 1583), дъщеря на граф Филип III фон Валдек–Айзенберг и на Анна от Клеве, единствената дъщеря на херцог Йохан II от Клеве.
Сестра е на ландграфовете Лудвиг V (1577 – 1626), Филип III (1581 – 1643) и Фридрих I (1585 – 1638).
Тя умира на 17 юли 1655 г. на 75 години във Веен, днес част от град Таунусщайн. Погребана е във Вайлбург.

## Фамилия
Елизабет се омъжва на 9 май 1601 г. във Вайлбург за граф Йохан Казимир фон Насау-Вайлбург-Глайберг (* 24 септември 1577; † 29 април 1602), най-малкият син на граф Албрехт фон Насау-Вайлбург-Отвайлер (1537 – 1593) и съпругата му Анна фон Насау-Диленбург (1541 – 1616). Преди една година се сключва брачен договор, според който нейната зестра са 24 000 гулдена и още други 3000 гулдена. Те имат една дъщеря:
- Анна Елеонора (* 29 април 1602, † 7 септември 1685), омъжена на 15 май 1625 г. в Дармщат за херцог Лудвиг Фридрих фон Вюртемберг-Монбеляр (1586 – 1631), граф фон Монбеляр (1586 – 1631), син на херцог Фридрих I фон Вюртемберг и принцеса Сибила фон Анхалт.